# Citrus Ridge
Citrus Ridge is een plaats (census-designated place) in de Amerikaanse staat Florida, en valt bestuurlijk gezien onder Lake County, Orange County, Osceola County en Polk County.

## Demografie
Bij de volkstelling in 2000 werd het aantal inwoners vastgesteld op 12.015.

## Geografie
Volgens het United States Census Bureau beslaat de plaats een oppervlakte van
131,0 km², waarvan 121,3 km² land en 9,7 km² water.

## Plaatsen in de nabije omgeving
De onderstaande figuur toont nabijgelegen plaatsen in een straal van 24 km rond Citrus Ridge.